# Paoua
Paoua – miasto w Republice Środkowoafrykańskiej (prefektura Lim-Pendé). Według danych szacunkowych na rok 2008 liczy 19 074 mieszkańców.
Urodził się tu obalony w wyniku zamachu stanu dawny prezydent państwa Ange-Félix Patassé.